# Trzymaj się z daleka, Joe
Trzymaj się z daleka, Joe (ang. Stay Away, Joe) – amerykański film z 1968 roku w reżyserii Petera Tewksbury’ego z udziałem Elvisa Presleya w roli głównej.